# کانگ منگ
کانگ منگ (به چینی: 孟强) زاده ۳ ژوئیهٔ ۱۹۸۷، کشتی گیر کشور چین است. از افتخارات وی می‌توان به کسب مدال برنز بازی‌های آسیایی ۲۰۱۴ اشاره کرد. وی در المپیک ۲۰۱۶ ریو در وزن ۱۳۰ کیلو حاضر بود که در دور اول از بشیر باباجان‌زاده کشتی گیر ایرانی شکست خورد و با توجه به حذف این کشتی گیر در دور بعد، از دور رقابت ها کنار رفت.